# Binter Canarias
Binter Canarias S.A. je španělská letecká společnost založená na letišti Gran Canaria v Telde, a na letišti Tenerife Sever, San Cristóbal de La Laguna, Španělsko. Jde o regionálního leteckého dopravce. Přidružené letecké společnosti operují jménem společnosti Binter v službách do Maroka, Portugalska a Západní Sahary.

## Historie
Letecká společnost byla založena 18. února 1988 a zahájila činnost 26. března 1989. Byla založena jako dceřiná společnost společnosti Iberia. Společnost Binter Canarias zahájila svou činnost jako regionální letecká společnost a v současné době[kdy?] jako jediná operuje na osmi letištích Kanárských ostrovů. Binter také pracuje s Marrakechem, Dakarem, Aaiunem a Afrikou; Madeira a Lisabon v Portugalsku; Sal, Cape Verde. Letecká společnost také létá na ostrov Madeira, obsluhující hlavní město Funchal. Pravidelné lety do měst Bergamo a Paříž byly zkoušeny, ale později zrušeny jako neúspěšné projekty. V současné době pravidelně jezdí do Lisabonu a na Kapverdy technická posádka a letadla CRJ do Air Nostrum. Letecká společnost rovněž obsluhuje Afriku: provozuje pravidelné lety do Marrákeše a Casablancy v Maroku a Laayoune v západní Sahaře a charterové lety do Nouadibou a Nouakchott v Mauretánii.
Na konci roku 1999 SEPI (španělská státní holdingová společnost Iberia) provedla privatizaci společnosti Binter Canarias, ale držela „zlatou akcii“, což jí umožnilo povolit jakoukoli budoucí dohodu o podílu více než 25 %. Letecká společnost však byla zcela ve vlastnictví společnosti Hesperia Inversiones Aéreas, která ji koupila v červenci 2002. V roce 2003 byla společnost Binter Canarias, SAU pohlcena společností Hesperia Inversiones Aéreas, SA, která získala jméno Binter Canarias, SA. Nyní je ve vlastnictví Ilsamar Tenerife (49,81 %), Ferma Canarias Electrica (10,44 %), Agencia Maritima Afroamericana (10,11 %), Flapa (10 %) a dalších (19,6 %) a má 406 zaměstnanců. Binter Vende na letištích a od roku 2005 pozemní podpůrnou službu zajišťovala společnost Atlántica Handling. Od ledna 2008 poskytuje technickou pomoc pro letadla Binter společnost BinterTechnic.
Někteří z majitelů Binter Canarias se rozhodli koupit Navegacion y Servicios Aéreos Canarios (NAYSA) a převést některá letadla z Binter do NAYSA, aby se snížili náklady a zvýšily přínosy.
V roce 2016 se letecká společnost dohodla na dohodě o dalších šesti letadlech ATR 72-600, čímž celkové závazky na tento typ dosáhla 18. Nahradí letadla ATR 72-500. Na jaře 2018 se Binter rozhodl sloučit Navegacion y Servicios Aéreos Canarios (NAYSA) do svých vlastních provozů, a proto vydal osvědčení leteckého provozovatele NAYSA. Od té doby jsou všechny bývalé operace NAYSA součástí Binterů. Od konce roku 2017 převzala společnost Binter Cabo Verde lety po ostrovech po jejich přerušení TACV dne 1. srpna 2017, protože TACV byla restrukturalizace a privatizace. Společnost Binter CV navázala partnerství pokrývající mezinárodní služby TACV, umožňující TACV nabízet spojení do domácích destinací a bude usilovat o posílení propojení mezi ostrovy. V červnu 2018 zahájila domácí operaci mezi Madeirou a ostrovy Porto Santo na severním sousedním souostroví Madeiran.

## Destinace
K lednu 2019 Binter Canarias létala do následujících destinací:
- Kapverdy
  - Praia – Letiště Praia
  - Sal – Letiště Sal
  - São Filipe – letiště São Filipe
- Portugalsko
  - Madeira – letiště Madeira
  - Lisabon – Lisabonské letiště
  - Letiště Ponta Delgada – João Paulo II
  - Porto Santo – Letiště Porto Santo
- Španělsko
  - El Hierro – letiště El Hierro
  - Fuerteventura – letiště Fuerteventura
  - Gran Canaria – Letiště Gran Canaria
  - La Gomera – Letiště La Gomera
  - La Palma – Letiště La Palma
  - Lanzarote – letiště Lanzarote
  - Palma de Mallorca – Letiště Mallorca
  - Vigo – letiště Vigo
  - Letiště Tenerife sever
  - Letiště Tenerife jih
- Maroko
  - Letiště Agadir – Al Massira
  - Casablanca – mezinárodní letiště Mohammeda V
  - Letiště Marrakech – Marrakech-Menara
- Senegal
  - Mezinárodní letiště Dakar – Blaise Diagne
- Mauritánie
  - Mezinárodní letiště Nouakchott – Nuakšot – Oumtounsy
- Gambie
  - Banjul – mezinárodní letiště Banjul
- západní Sahara
  - Letiště Dakhla – Dakhla
  - Letiště El Aaiún – Hassan I.

## Flotila
Flotila Binter Canarias (stav k červnu 2019):
Poznámky pro cestující v letadle
- ATR 72–500 7x – 68 pasažérů,
- ATR 72–600 13x – 72 pasažérů,
- Bombardier CRJ1000 3x – 100 pasažérů
- Embraer E195-E2 – 5x - 132 pasažérů

Celkem 23 strojů.
Binter Canarias také provozoval následující typy letadel, které byly mezitím nahrazeny:
- 1 Boeing 737-400
- 8 Bombardier CRJ200
- 3 Bombardier CRJ900
- 4 CASA CN-235
- 4 Douglas DC-9

Letadla CRJ 200 a 900 byla provozována v pronájmu od společnosti Air Nostrum (Iberia Express). Letecká společnost 737-400 (EC-INQ) byla vymalována ve speciálním designu a představila všechny Kanárské ostrovy po přijetí ceny ERA „Nejlepší regionální leteckou společností“ v roce 2005.

## Nehody a incidenty
Dne 18. října 2016 se ATR 72-600 provozovaná NAYSA odklonila na letiště Gran Canaria, Kanárské ostrovy, Španělsko, kvůli problémům s hlavním přistávacím podvozkem na levé straně. Letadlo operovalo na výcvikovém letu RSC001K z letiště Tenerife-Norte Los Rodeos. Po návratu na Tenerife bylo zjištěno, že jedna nebo obě pneumatiky levého hlavního podvozku praskly nebo vypustily. Bylo rozhodnuto odklonit se do Las Palmas. Poté bylo provedeno bezpečné přistání ve 12:22 UTC.

## Ocenění
Letecká společnost byla v roce 2005 jmenována nejlepší evropskou regionální leteckou společností (slavnostní nátěr byl instalován na jejich jediném letadle typu Boeing 737-400) a v září 2010 bylo oznámeno, že španělský dopravce získal cenu European Association Airline Association (ERA) Gold Award pro nejlepší leteckou společnost roku 2010/2011. V říjnu 2016 získala Binter Canarias ocenění European Regional Airlines Association Airline of the Year a byla oceněna za neustálý růst a expanzi na nové trhy.